# Brevilabus oryx
Espèce
Synonymes
- Lycosa oryx Simon, 1886

Brevilabus oryx est une espèce d'araignées aranéomorphes de la famille des Lycosidae.

## Distribution
Cette espèce se rencontre au Sénégal et en Éthiopie.

## Publication originale
- Simon, 1886 : Études arachnologiques. 18e Mémoire. XXVI. Matériaux pour servir à la faune des Arachnides du Sénégal. (Suivi d'une appendice intitulé: Descriptions de plusieurs espèces africaines nouvelles). Annales de la Société Entomologique de France, sér. 6, vol. 5, p. 345-396 (texte intégral).